# Rapper's Ball
«Rapper's Ball» — пісня американського репера E-40, записана з участю K-Ci та Too Short. Сторона Б: «Things'll Never Change». Сингл посів 29-ту сходинку чарту Billboard Hot 100. Довгий час композиція була найуспішнішою у репертуарі E-40. Проте в 2006 р. «U and Dat», записана з участю T-Pain та Кенді Баррасс, потрапила на 13-те місце чарту Billboard Hot 100.
Для реклами платівки Tha Hall of Game зняли два відеокліпи: «Rapper's Ball» (у відео також присутні Тупак, Ice-T та Mack 10) і «Things'll Never Change».

## Чартові позиції
| Чарт (1997)                | Найвища позиція |
| -------------------------- | --------------- |
| US Billboard Hot 100       | 29              |
| US Hot Dance Singles Sales | 26              |
| US Hot R&B/Hip-Hop Songs   | 19              |
| US Rap Songs               | 4               |